# 惠如樓
惠如樓（惠如楼海鲜酒家），是廣州一間老字號茶樓，以經營廣州傳統風味的茶點著稱。

## 歷史
於1875年（光緒元年）開業，位於廣州中山五路117号（现五月花商业广场西南方向斜对面，教育路北向转入中山五路）。創辦人爲陈惠如。1950年代經過擴建，1987年重新裝修，1995年3月因應地鐵一號綫中山五路擴建工程而搬遷至三元里广花二路212号，但最后于1996年倒闭。

### 品牌轉包
惠如樓的商標使用權在2014年由廣州市飲食服務集團租予廣州市傳道食品有限公司，以此品牌向市面推出月餅，負責人聲稱會在合適的時候重開惠如樓。

### 牌匾
悬挂在惠如楼门前将近7米高的招牌，与众不同。一般茶楼都采用红底金字或黑字，以取其吉利兴旺之意，但惠如楼的招牌，则是黑底金字。据说在开业不久后，碰巧遇到同治皇帝驾崩，由于国丧，招牌不能挂红，因此把招牌改为黑底金字，并且一直沿用至1987年的装修前。

## 特色
惠如樓以“茶靚水滾”著稱，堅持“問位點茶”，口味不同的茶客，也可以分壺分沖，深受老顧客歡迎。
1930年代，惠如楼推出“星期美点”。点心每星期一换，品种绝不重复。为吸引顾客，每周都在门外张贴海报，上书“本星期美点由某名师主政”等字样。据估算，惠如楼所创制的美点，有数千款之多。著名的點心包括：脯魚乾蒸燒賣、筍尖鮮蝦餃、欖仁沙其馬等。
除了精美点心外，惠如楼还以正宗传统粤菜和龙凤礼饼闻名。著名菜式有：百花鲜竹盒、惠如一品素、如意香汁鸡、荷香蒸乳鸽等；著名饼类有：惠如上月、凤凰贡品月等。其中凤凰贡品月是惠如楼的传统招牌月饼。
惠如樓後來被譚新義收購，而他後來開辦的茶樓，多以“如”字作名稱，如西如、東如、南如、五如、三如、太如等。